# Qaynaq
Qaynaq är en ort i Azerbajdzjan.   Den ligger i distriktet Tərtər Rayonu, i den centrala delen av landet, 240 km väster om huvudstaden Baku. Qaynaq ligger 143 meter över havet och antalet invånare är 1 590.
Terrängen runt Qaynaq är platt, och sluttar brant österut. Runt Qaynaq är det ganska tätbefolkat, med 149 invånare per kvadratkilometer.. Närmaste större samhälle är Terter, 11,2 km nordväst om Qaynaq.
Trakten runt Qaynaq består till största delen av jordbruksmark.